# Совхозная (платформа)
Совхозная — железнодорожная платформа Владивостокского отделения Дальневосточной железной дороги на линии Уссурийск — Владивосток. Расположена в селе Прохладное Надеждинского района Приморского края.
На платформе останавливаются все электропоезда, следующие в направлении Уссурийска и Владивостока. Пассажирские поезда проходят станцию без остановки.